# Luciano Ceschia
Luciano Ceschia (Tarcento, 4 giugno 1925 – Udine, 4 novembre 1991) è stato uno scultore e pittore italiano.

## Biografia
Si formò in un mondo artigiano-contadino, aprendosi ben presto alle esperienze del mondo contemporaneo.
Dal 1945 iniziò l'età dei suoi viaggi: la Jugoslavia del secondo dopoguerra, Basilea, Zurigo, Parigi. Ricco di queste esperienze ritornò nel 1953 in Friuli. La produzione artistica di questo periodo fu esposta in mostre personali nel 1959 alla Galleria La Colonna di Milano e alla Sala di Cultura di Modena, nel 1960 al Ridotto del Teatro di Carpi (Modena) e alla Galleria Verrocchio di Pescara, nel 1963 alla Galleria d'Arte Internazionale di Firenze e alla Galleria Studio Artecasa di Pisa.
Nel 1962 fu esposta alla XXXI Biennale di Venezia la Grande Porta di Hiroshima, che gli valse il conferimento del Premio del Ministero dell'industria e del commercio per la ceramica.
Nel 1965 vinse il concorso per la realizzazione del monumentale bassorilievo per l'Istituto Tecnico Industriale Fermo Corni di Modena, restaurato nel 2022.
Alla seconda metà degli anni sessanta si dedicò a nuove forme e nuovi materiali come i metalli, le resine sintetiche, la pietra e il legno. Un importante momento di verifica è costituito dalla mostra antologica che si tenne presso Palazzo Kechler a Udine nel 1968.
Tenne mostre personali nel 1971 alla Galleria Cartesius di Trieste, alla Galleria Il Traghetto di Venezia e al Casinò Kursaal di Lignano e nel 1973 alla Galleria Il Camino di Pordenone.
Ceschia partecipò in Jugoslavia a tre diverse edizioni del simposio internazionale di scultura di “Forma Viva” realizzando due sculture in pietra (a Pirano nel 1969 e ad Albona nel 1971) e una grande sfera in cemento armato a Maribor nel 1973.
Nel 1975 fu nominato cittadino onorario di Cividale per avervi realizzato il Monumento alla Resistenza.
Seguirono le mostre personali nel 1976 e 1980 alla Galleria Torbandena di Trieste, nel 1977 alla Galleria Universal di Monfalcone (Gorizia) e alla Galleria Falaschi di Passariano (Udine), nel 1978 alla Galleria Nuovo Spazio 2 di Venezia, nel 1979 all'Istituto Italiano di Cultura a Vienna, nel 1983 al Palazzo dei Diamanti di Ferrara e alla Chateau Laurier Gallery di Ottawa (Canada), nel 1984 alla Columbus Center Gallery di Toronto, Ontario), all'Art Dialogue Gallery e all'Istituto Italiano di Cultura a Toronto.
Dall'8 settembre al 14 ottobre 1984 si tenne una mostra antologica presso la Main Hall Gallery di New York.
130 esemplari di gessi e medaglie in bronzo realizzate dal 1972 al 1990 furono esposte presso il Castello di Udine dal 4 luglio al 4 agosto 1991.
È morto il 4 novembre 1991.